# 马尔萨姆谢特港

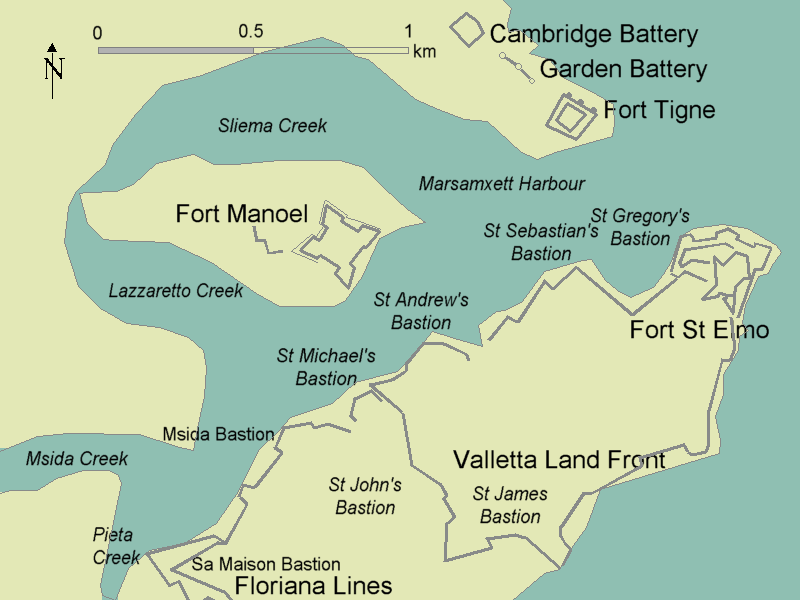
马尔萨姆谢特港地图

马尔萨姆谢特港（英語：Marsamxett Harbour），是馬耳他島上的天然港，位于更大的格兰德港北边。与格兰德港相比，这个港口更常用于消遣。